# Diplura argentina
Espèce
Synonymes
- Parathalerothele argentina Canals, 1931

Diplura argentina est une espèce d'araignées mygalomorphes de la famille des Dipluridae.

## Distribution
Cette espèce est endémique d'Argentine.

## Étymologie
Son nom d'espèce lui a été donné en référence au lieu de sa découverte.

## Publication originale
- Canals, 1931 : Una nueva Dipluridae. Physis, vol. 10, p. 357-361.